# رود یوریوزان
رود یوریوزان (انگلیسی: Yuryuzan) یک رودخانه در باشقیرستان کشور روسیه است.